# Francesca Fagnani
Francesca Fagnani (n. 25 noiembrie 1976, Roma, Italia) este o moderatoare de televiziune italiană.